# Myanmarese kyat
De Myanmarese kyat (Birmaans: ) is de munteenheid van Myanmar. Eén kyat is honderd pya.
De volgende munten worden gebruikt: er bestaan munten van 1, 5, 10, 25, 50 pya en van 1 kyat, maar ze worden nauwelijks aangetroffen. Het papiergeld is beschikbaar in 1, 5, 10, 20, 50, 100, 200, 500, 1000, 5000 en 10.000 kyat.
De eerste munten werden al in de 8e eeuw voor Chr. aangetroffen en werden uitgegeven ten tijde van de Chandra dynastie. De Arakaanse koningen gebruikten tot 1784 hun eigen munteenheden. Toen de Birmese koning Bodawpaya het land veroverde werden munten uitgegeven die zich op die van de Arakenen en de Pyu baseerden. Nadat de Britten het land veroverden en toevoegden aan India, werd vanaf 1886 de Indiase roepie gebruikt. In 1937 begon Birma zijn eigen roepie (BUR) uit te geven. Na de verovering door Japan in 1942 werd de militaire Japanse dollar (BUG) ingevoerd. De Birmese roepie werd in 1943 echter weer toegelaten. In 1952 werd de Birmeese kyat (BUK) ingevoerd en die werd in 1989 vervangen door de Myanmarese kyat.